# الیا بورتولوز
الیا بورتولوز (انگلیسی: Elia Bortoluz؛ زادهٔ ۲۹ مارس ۱۹۹۷) بازیکن فوتبال اهل ایتالیا است.